# Grammodes postfumida
Grammodes postfumida är en fjärilsart som beskrevs av Edward P. Wiltshire 1970. Grammodes postfumida ingår i släktet Grammodes och familjen nattflyn. Inga underarter finns listade i Catalogue of Life.